# Ny-Ålesund
Ny-Ålesund (letteralmente "Nuova Ålesund") è un insediamento situato nel nord-ovest dell'isola di Spitsbergen, la più estesa dell'arcipelago delle Svalbard (Norvegia), popolato da circa 200 abitanti in estate e soltanto 30 in inverno, per lo più ricercatori scientifici. È raggiungibile in nave durante il periodo estivo e in motoslitta (6 ore da Longyearbyen) durante il periodo invernale, oppure con collegamento aereo da Longyearbyen tramite un servizio intrasettimanale di un piccolo aereo oltre all'elicottero.
L'abitato è circondato da un limite convenzionale che è possibile oltrepassare solo armati in modo idoneo, vista la concreta possibilità di imbattersi nell'orso polare.

## Geografia fisica

### Territorio

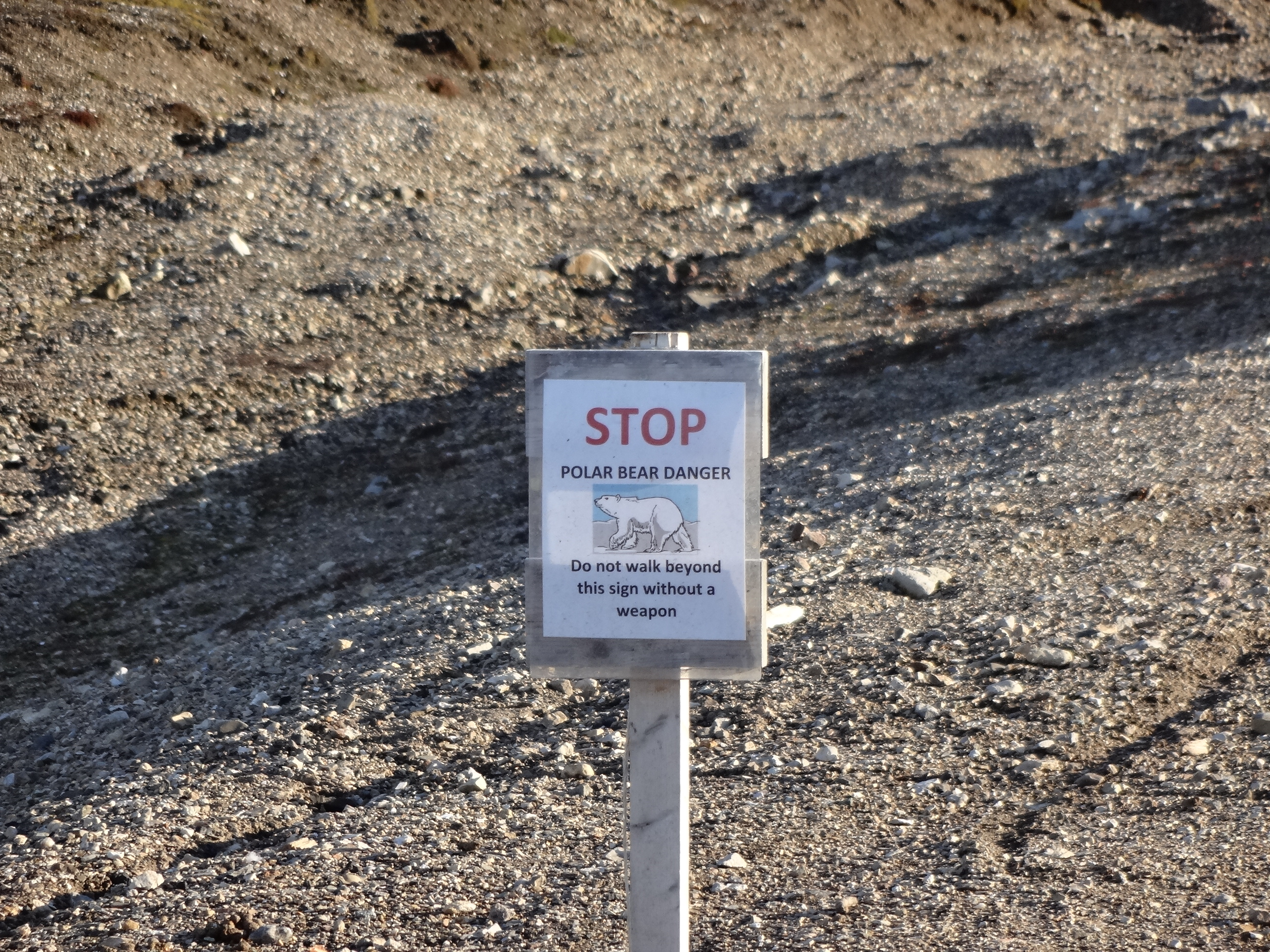
Il cartello che indica alla popolazione di oltrepassare questo limite solo muniti di arma idonea

È situata sulla penisola di Brøggerhalvøya, in quella che un tempo era conosciuta come Baia del Re; da qui partì Nobile per la sua spedizione in dirigibile, qui Amundsen fissò la sua base preferita per le avventure polari; in suo ricordo è stato eretto un busto nella "piazza" del paese. Essendo situata oltre il 78º parallelo nord, Ny-Ålesund vanta molti record: ad esempio ospita l'ufficio postale più a nord del mondo, così come l'albergo. Non vi sono anziani, né bambini.
Vicino all'insediamento è presente la montagna Zeppelinfjellet.
L'area è sede di un osservatorio scientifico di estrema importanza sia per i geologi, sia per i meteorologi: sulla collina che si erge dietro all'abitato infatti funziona perennemente una postazione meteo tra le più importanti al mondo; tale postazione continua ad offrire dati rilevanti sulle variazioni climatiche e sull'inquinamento del pianeta. Sulla Zeppelin station è posta una webcam che inquadra una vista panoramica, soprattutto nelle prime ore del giorno durante i periodi tra maggio e settembre.
Tra le basi scientifiche di diversi paesi presenti, vi è anche l'italiana Base artica Dirigibile Italia, in onore alle imprese di Umberto Nobile, e gestita dal Consiglio Nazionale delle Ricerche. Nel settembre 2009 è stata inaugurata dal Presidente del Dipartimento Terra e Ambiente del CNR la Amundsen-Nobile Climate Change Tower, per lo studio del bilancio di energia alla superficie.

### Clima
Di clima tendenzialmente artico, il fiordo che bagna Ny-Ålesund si sgela piuttosto rapidamente (circa a metà-fine maggio) per via della corrente norvegese, derivazione di quella del Golfo, che raggiunge proprio quest'area dell'isola di Spitzbergen mitigandone il clima, ma rendendolo anche estremamente instabile e nebbioso.
Il sole di mezzanotte illumina il villaggio per circa 4 mesi e mezzo. Il sole sorge alle 02:27 del 15 aprile e non tramonta fino alle 00:48 del 27 agosto. Il sole di mezzanotte è però visibile ancora una volta il giorno successivo, il 28 agosto, tramontando subito dopo alle 00:10.
La notte polare scende invece su Ny-Ålesund il 24 ottobre. Il sole tramonta alle 13:28 risorgendo alle 11:29 del 18 febbraio.

## Infrastrutture e trasporti
L'abitato è collegato al resto della nazione tramite l'aeroporto di Ny-Ålesund.

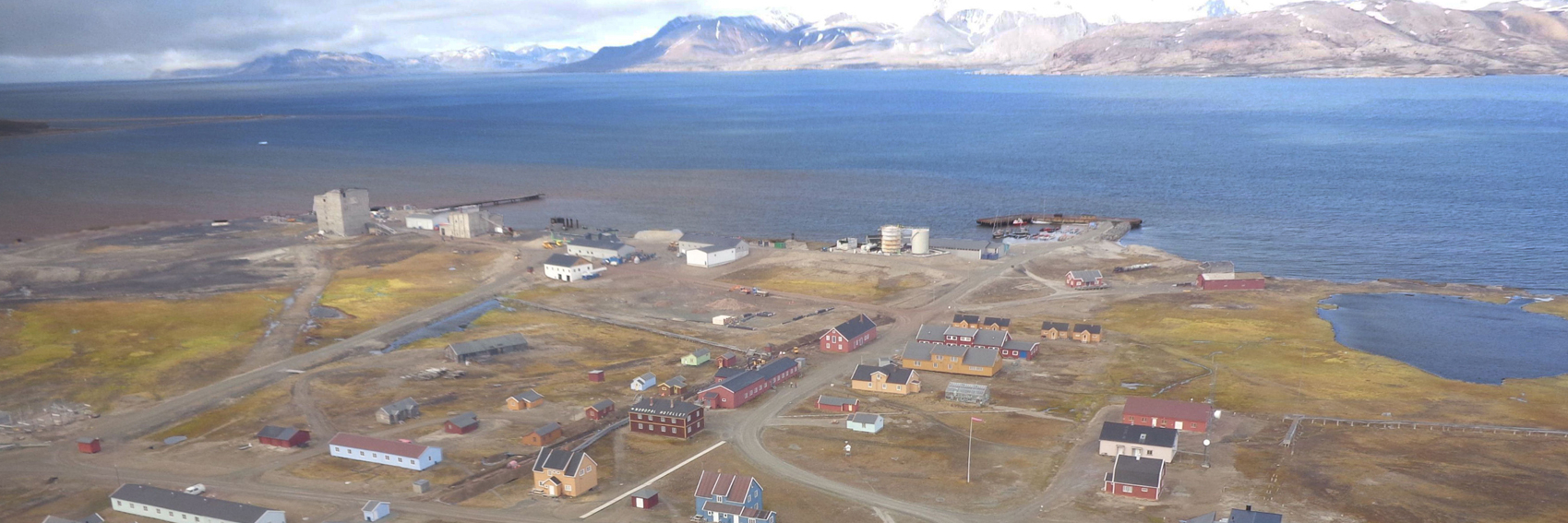